# Hub (Windows Phone)
Microsoft heeft enige tijd smartphones op de markt gebracht. Dat was tussen omstreeks 2010 en 2017. Het besturingssysteem van de Windows Phone maakte gebruik van hubs. Hubs waren applicaties rond een bepaald thema. Hierbij werd horizontaal gescrold. Er bestonden zes hubs, die hieronder worden beschreven.
1. People – Hier werd de status van sociale netwerken getoond. Het bood ondersteuning voor het plaatsen van berichten naar Facebook, Twitter, LinkedIn, Gmail, Windows Live, Exchange en de gewone mobiele contactenlijst.
2. Picture – Deze hub zorgde voor het delen van afbeeldingen en video's van verschillende bronnen, inclusief sociale netwerken en thuiscomputers. Het bood toegang tot foto- en videocollecties.
3. Game – Met de Xbox Live konden op een mobiele telefoon games worden gespeeld, online en met anderen, met een eigen avatar en profieldata.
4. Music & Video – Dit gaf toegang tot Microsoft Zune, inclusief inhoud van online muziekdiensten, thuiscomputers en FM radio. Met 'Zune Social' kon men favoriete muziekreviews met vrienden delen. Nummers konden worden teruggespoeld.
5. Marketplace – Dit was Microsofts eigen applicatiewinkel voor Windows Phone, met alle legale WP-apps.
6. Office – Dit gaf toegang tot productiviteitssoftware zoals Microsoft Office, OneNote en SharePoint. Het stond gebruikers toe om documenten te creëren, te bewerken en te delen op Windows Phone 7-toestellen. Outlook zorgde voor de e-mail, kalender en contactfuncties voor WP7-gebruikers.